# Thomas Humphrey Marshall
Thomas Humphrey Marshall (1893-1981) foi um sociólogo britânico, conhecido principalmente por seus ensaios, entre os quais se destaca Citizenship and Social Class ("Cidadania e Classe Social"), publicado em 1950, a partir de uma conferência proferida no ano anterior. 
Analisou o desenvolvimento da cidadania como desenvolvimento dos direitos civis, seguidos dos direitos políticos e dos direitos sociais, nos séculos XVIII, XIX e XX, respectivamente. Introduziu o conceito de direitos sociais, sustentando que a cidadania só é plena se é dotada de todos os três tipos de direito e esta condição está ligada à classe social.  